# Hannibal Buress

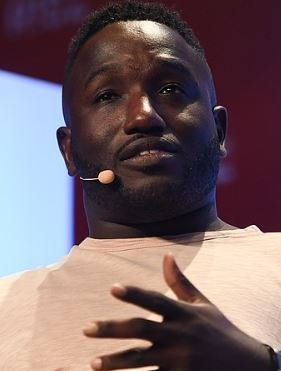
Hannibal Buress (2019)

Hannibal Amir Buress (* 4. Februar 1983 in Chicago, Illinois) ist ein US-amerikanischer Schauspieler, Autor und Stand-up-Komiker.

## Leben und Karriere
Hannibal Buress wuchs als Sohn eines Bahnmitarbeiters und einer Lehrerin im Chicagoer Stadtteil Austin auf. Sie benannten ihn nach dem karthagischen Heerführer Hannibal Barkas. Nach der Schule besuchte er für kurze Zeit das Steinmetz College Prep und die Southern Illinois University Carbondale.
Sein Durchbruch im Comedy-Geschäft gelang ihm 2010, nachdem er in The Awkward Comedy Show auftrat. In der Folge konnte er sein erstes Comedy-Album veröffentlichen. Von 2009 bis 2010 war Buress als Sketchautor bei Saturday Night Live aktiv. Auch für die fünfte Staffel der Sitcom 30 Rock war er als Autor beteiligt. 2012 folgte sein zweites Comedy-Album Animal Furnace, welches positive Kritiken erhielt.
Für die Comedy-Show The Eric André Show auf dem Sender Adult Swim war er neben Eric André als Co-Moderator und Autor in den vier ersten Staffeln aktiv. Regelmäßig tritt er auch in Late-Night-Shows als Komiker auf, etwa bei Jimmy Kimmel, David Letterman oder Jimmy Fallon. In seiner damaligen Heimatstadt New York trat er häufig sonntagabends in der Knitting Factory in Brooklyn auf. 
Seit 2009 tritt Buress auch in Film und Fernsehen auf. Neben Gastauftritten wie in The Mindy Project oder Bob’s Burgers spielte er von 2014 bis 2016 in Broad City als Lincoln Rice eine wiederkehrende Rolle. Daneben war er in Filmen wie Bad Neighbors, The Nice Guys, Angry Birds – Der Film, The Disaster Artist oder als Sportlehrer Wilson in Spider-Man: Homecoming.
2017 zog Buress von New York zurück in den Stadtteil Wicker Park seiner Geburtsstadt Chicago.
2018 wurde er in die Academy of Motion Picture Arts and Sciences aufgenommen, die jährlich die Oscars vergibt.

## Filmografie (Auswahl)
Als Schauspieler

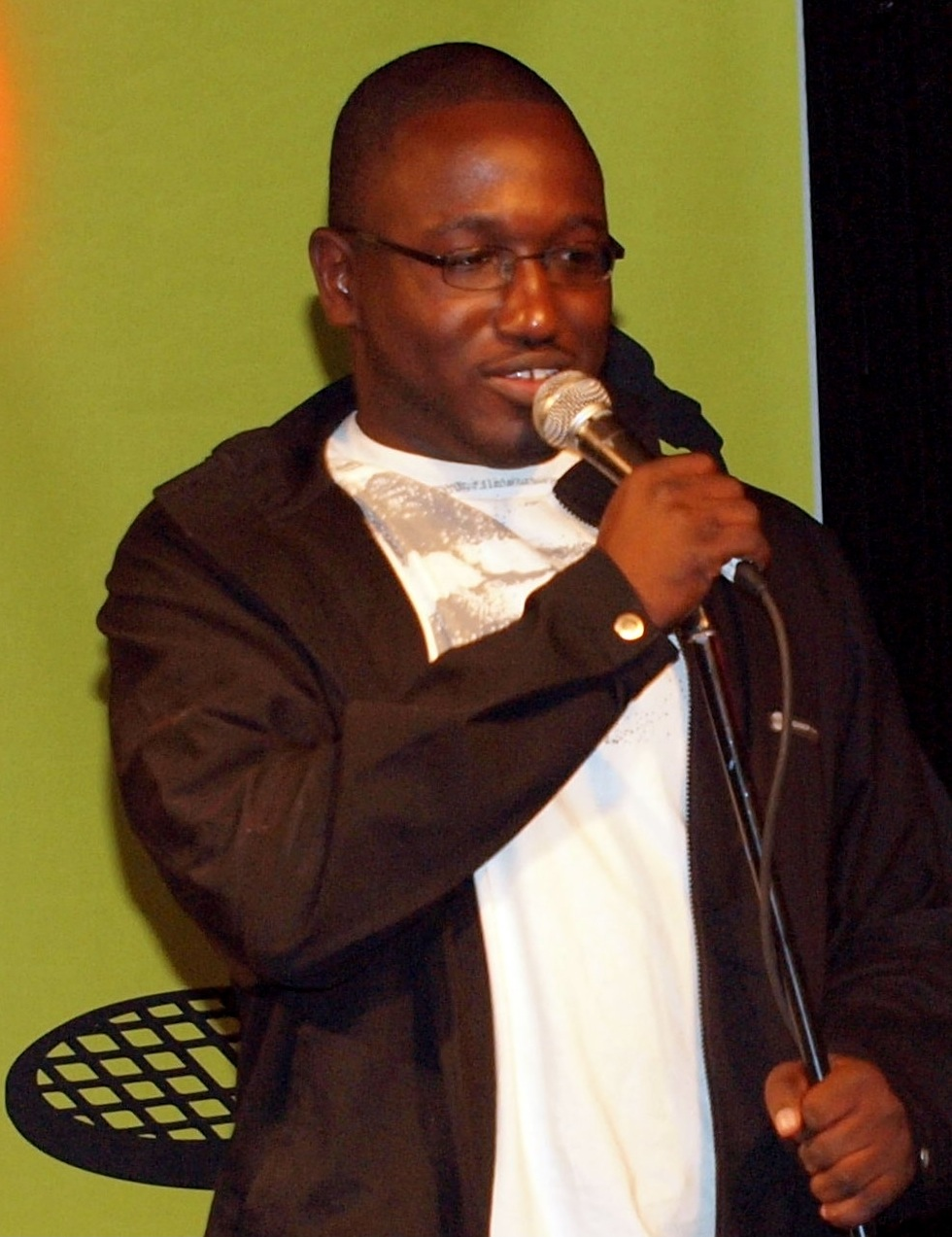
Buress (2009)

- 2009–2010: Saturday Night Live (Fernsehserie, 2 Episoden)
- 2010: Louie (Fernsehserie, 2 Episoden)
- 2010: Broad City (Fernsehserie, Episode 1x16)
- 2010–2012: Studio 30 Rock (Fernsehserie, 9 Episoden)
- 2012: Sleepwalk with Me
- 2013: The Mindy Project (Fernsehserie, Episode 1x11)
- 2013: Kings of Summer
- 2013: Bob’s Burgers (Fernsehserie, Episode 4x04, Stimme)
- 2013–2015: China, IL (Fernsehserie, 9 Episoden, Stimme)
- 2014: Bad Neighbors
- 2014: Chozen (Fernsehserie, 10 Episoden)
- 2014: Are You Joking?
- 2014–2019: Broad City (Fernsehserie, 29 Episoden)
- 2015: Band of Robbers
- 2015: Daddy’s Home – Ein Vater zu viel (Daddy's Home)
- 2016: Bad Neighbors 2
- 2016: Angry Birds – Der Film (Angry Birds, Stimme)
- 2016: Easy (Fernsehserie, Episode 1x08)
- 2016: The Nice Guys
- 2016: Pets (Stimme)
- 2016: The Comedians
- 2017: The Disaster Artist
- 2017: Baywatch
- 2017: Spider-Man: Homecoming
- 2017: BoJack Horseman (Fernsehserie, Episode 4x08, Stimme)
- 2017: Justice League Action (Fernsehserie, 2 Episoden, Stimme)
- 2018: Der Sex Pakt (Blockers)
- 2018: Catch Me! (Tag)
- 2018: Slice
- 2019: Pets 2 (The Secret Life of Pets 2, Stimme)
- 2020: Die Simpsons (The Simpsons, Fernsehserie, 1 Episode, Stimme)
- 2021: Spider-Man: No Way Home
- 2023: Teenage Mutant Ninja Turtles: Mutant Mayhem

Als Drehbuchautor
- 2009–2010: Saturday Night Live (Fernsehserie, 22 Episoden)
- 2011–2013: Funny as Hell (Fernsehserie, 3 Episoden)
- seit 2012: The Eríc André Show (Fernsehserie)
- 2015: Why? With Hannibal Buress (Fernsehserie, 8 Episoden)